# أنيس الونيفي
أنيس الونيفي (ولد في 7 يناير 1978) هو لاعب جودو تونسي ومدرب المنتخب الوطني للجودو سيدات. حاز على ميداليتين ذهبية وبرونزية في بطولتي العالم للجودو في 2001 و 2003 على التوالي. وهو الإفريقي الأوّل والوحيد الذي حاز لقب بطل العالم للجودو.
اعتبر الونيفي بصفته مدرب للمنتخب التونسي للسيدات للجودو، مشاركة المنتخب في الألعاب الأولمبية الصيفية 2012 التي جرت في لندن، مشرفة بما أن الترشح للألعاب الأولمبية يقتصر على أفضل 14 رياضي في العالم.
هو عضو في لجنة تحكيم برنامج تلفزيون الواقع أوربان فن الذي تبثه قناة حنبعل.

## السجل

### بطولة العالم
- ميدالية ذهبية وزن أقل من 60 كغ (وزن فوق الخفيف) بطولة العالم 2001 في ميونيخ.
- ميدالية برونزية وزن 60 كغ (وزن فوق الخفيف) بطولة العالم 2003 في أوساكا.

### بطولة أفريقيا
- ميدالية ذهبية وزن أقل من 66 كغ في 2002 في القاهرة.

### ألعاب البحر الأبيض المتوسط
- ميدالية ذهبية وزن أقل من 60 كغ في 2001 في تونس.

## الجوائز
- رياضي العام، من قبل الصحافة الوطنية، 2001

## روابط خارجية
- أنيس الونيفي على موقع الفيدرالية الدولية للجودو (الإنجليزية)
- أنيس الونيفي على موقع JudoInside.com (الإنجليزية)
- أنيس الونيفي على موقع AllJudo.net (الفرنسية)
- أنيس الونيفي على موقع اللجنة الأولمبية الدولية (الإنجليزية)
- أنيس الونيفي على موقع أوليمبيديا (الإنجليزية)